# Rave On
«Rave On» es una canción escrita por Sonny West, Bill Tilghman y el productor musical Norman Petty. Esta canción fue grabada por Sonny West y editada en febrero de 1958 por Atlantic Records 45-1174. Más tarde fue grabada por Buddy Holly siendo uno de sus últimos éxitos en vida. Esta canción se encuentra en el puesto n.º 154 en la lista de las 500 mejores canciones de todos los tiempos por la revista Rolling Stone.

## Grabación de Buddy Holly
La versión de "Rave On" por Buddy Holly, es la más famosa de todas.
Cuando Buddy y The Crickets estaban en Nueva York en enero de 1958, eran días muy ocupados para ellos. Entonces junto al productor de Holly, Norman Petty volaron hacia Clovis para una sesión de grabación el 25 de enero de 1958, esa sessión empezó de 8 PM hasta las 2 AM, en Sound Studios. Buddy Holly, el grupo The Crickets y Norman Petty grabaron esta canción y "That's My Desire", en los estudios de Coral Records.

### Lanzamientos
La grabación de "Rave On", de Buddy Holly, fue lanzada en sencillo en el año 1958 por la discográfica Coral Records con el número de catálogo 61985, junto a "Take Your Time" como lado B. Este sencillo cayó al puesto n.º 37 en los Estados Unidos, pero en el Reino Unido fue un éxito, llegando al puesto n.º 5.
El 20 de febrero de 1958, Holly publica su primer álbum solista titulado simplemente Buddy Holly, e incluye la grabación de esta canción.
En 1958, Coral Records editó el EP Rave On, con las canciones "Rave On", "Take Your Time",
"Early in the Morning" y "Now We're One", fue catalogado como 2005. Este EP fracaso en los Estados Unidos, debido a que el formato EP nunca fue popular en ese país, sin embargo en el Reino Unido fue bastante exitoso y llegó hasta el puesto n.º 9.
Mucho más tarde en 1968, fue publicada de nuevo en sencillo, pero esta vez junto a "Early in the Morning" como lado B, nuevamente por Coral y catalogado 62554, pero esta versión no alcanzó ninguna lista.

## Versiones
Los Milos, el primer grupo de Bruno Lomas, hizo una versión en 1961 con el título de "Estoy chispa" en el EP "Pitàgoras". Bruce Springsteen grabó su propia versión de "Rave On", con E Street Band, Commander Cody, Status Quo y la banda de folk-rock Steeleye Span. La grabación hecha por la banda The Delta Cross, en 1980, fue un éxito. En Australia durante la década de 1990, se utilizó esta canción para un comercial de televisión de Arnott Shapes. Joe Meek produjo su propia versión con el cantante Michael Cox, dicha versión se publicó en 1964. John Mellencamp grabó una versión de esta canción para la película Cocktail de 1988. The Real Kids grabaron su propia versión para su álbum titulado igual forma. Nitty Gritty Dirt Band grabó su versión de esta canción y apareció en su álbum Uncle Charlie & His Dog Teddy de 1970. M. Ward grabó esta canción y se puede escuchar en su álbum Hold Time de 2009.